# Lorenzo Cibo de Mari
Lorenzo Cibo de Mari (ur. 1450 – zm. 21 grudnia 1503) – włoski kardynał. Arcybiskup Benewentu od grudnia 1485 do stycznia 1503. Bratanek papieża Innocentego VIII, który w 1489 mianował go kardynałem, mimo że pochodził z nieprawego łoża. Administrator diecezji Vannes od 1490 aż do śmierci. Od stycznia 1492 do stycznia 1493 pełnił funkcję kamerlinga Św. Kolegium Kardynałów, w tej roli uczestniczył w konklawe 1492. Przeciwstawiał się wyborowi Rodrigo Borgii na papieża, za co ten (już jako papież Aleksander VI) groził mu pozbawieniem godności kardynalskiej. Biskup Albano (maj 1501- listopad 1503) i Palestriny (od 29 listopada 1503) oraz administrator Noli (od stycznia 1503). Uczestniczył we wrześniowym i październikowym konklawe w 1503. Zmarł niespełna dwa miesiące po wyborze Juliusza II.